# Lijst van diskjockeys op Radio 10
Dit is een lijst met de huidige en voormalige diskjockeys van het Nederlandse commerciële radiostation Radio 10.
Legenda
-  = Actieve diskjockeys zijn voorzien van een gekleurd blokje.
- Jaartallen betreffen alleen dj-werk (geen werk als sidekick of productie).

## A
|  | Naam         | Periode(s) | Opmerkingen |
|  | ------------ | ---------- | ----------- |
|  | Ron van Aken |            |             |

## B
|  | Naam               | Periode(s) | Opmerkingen |
|  | ------------------ | ---------- | ----------- |
|  | Bob van Beeten     |            |             |
|  | Mark Berendsen     |            |             |
|  | Ron Bisschop       |            |             |
|  | Tom Blom           |            |             |
|  | Bastiaan Boog      |            |             |
|  | Luuk van den Braak | 2023–      |             |
|  | Cees van den Brink |            |             |
|  | Ger van den Brink  |            |             |
|  | Mark de Brouwer    |            |             |

## C
|  | Naam       | Periode(s) | Opmerkingen |
|  | ---------- | ---------- | ----------- |
|  | Adam Curry |            |             |

## D
|  | Naam             | Periode(s) | Opmerkingen |
|  | ---------------- | ---------- | ----------- |
|  | Peter van Dam    |            |             |
|  | Dick van Deelen  | 2006–2013  |             |
|  | Daniël Dekker    |            |             |
|  | Edwin Diergaarde | 2015–      |             |
|  | Hanno Dik        |            |             |
|  | Francis Dix      |            |             |
|  | Dave Donkervoort | 1989–2006  |             |
|  | Peter Doolaard   |            |             |
|  | Edith den Doosch |            |             |
|  | Lindo Duvall     | 2015–2021  |             |

## E
|  | Naam         | Periode(s)         | Opmerkingen |
|  | ------------ | ------------------ | ----------- |
|  | Gerard Ekdom | 2018–2024          |             |
|  | Edwin Evers  | 1991–1992 invaller |             |

## F
|  | Naam          | Periode(s) | Opmerkingen |
|  | ------------- | ---------- | ----------- |
|  | Robert Feller |            |             |
|  | Ton Frederiks |            |             |

## G
|  | Naam             | Periode(s) | Opmerkingen |
|  | ---------------- | ---------- | ----------- |
|  | Lex Gaarthuis    | 2016–      |             |
|  | Thorvald de Geus | 2003–2007  |             |
|  | Zeno Groenewegen |            |             |
|  | Hans Groters     |            |             |

## H
|  | Naam                 | Periode(s) | Opmerkingen |
|  | -------------------- | ---------- | ----------- |
|  | Anneloes den Haan    |            |             |
|  | Marco Hamersma       |            |             |
|  | Jos van Heerden      | 1993–2007  |             |
|  | Jules van Hest       | 2023–      |             |
|  | Peter Holland        | 1992–2007  |             |
|  | Peter Hooghiemstra   |            |             |
|  | Koen van Huijgevoort |            |             |
|  | Aldith Hunkar        | 1988–199?  |             |
|  | Jacob Hut            |            |             |

## I
|  | Naam          | Periode(s) | Opmerkingen |
|  | ------------- | ---------- | ----------- |
|  | Ellès Innemee |            |             |

## K
|  | Naam            | Periode(s)           | Opmerkingen |
|  | --------------- | -------------------- | ----------- |
|  | Eddy Keur       | 1988–199?, 2012–2013 |             |
|  | Tim Klijn       | 2015–2017            |             |
|  | Martijn Kolkman | 2021–                |             |
|  | André Koolen    |                      |             |

## L
|  | Naam             | Periode(s) | Opmerkingen |
|  | ---------------- | ---------- | ----------- |
|  | Bart van Leeuwen | 2003       |             |
|  | Paul Lek         |            |             |
|  | Ben Liebrand     | 2017–      |             |
|  | Ewald van Liempt |            |             |
|  | Petra Lugtenburg |            |             |

## M
|  | Naam              | Periode(s)      | Opmerkingen |
|  | ----------------- | --------------- | ----------- |
|  | Ferry Maat        | 1988–1990, 2003 |             |
|  | Edwin Meerman     |                 |             |
|  | Stanja van Mierlo |                 |             |
|  | Rob de Mink       |                 |             |
|  | Johnny de Mol     | 2024–           |             |
|  | Chiel Montagne    |                 |             |
|  | Tom Mulder        | 1991–2004       |             |

## N
|  | Naam                | Periode(s) | Opmerkingen |
|  | ------------------- | ---------- | ----------- |
|  | Jeroen Nieuwenhuize | 2018–      |             |

## O
|  | Naam           | Periode(s) | Opmerkingen |
|  | -------------- | ---------- | ----------- |
|  | Edwin Ouwehand | 2015–      |             |

## P
|  | Naam                   | Periode(s) | Opmerkingen |
|  | ---------------------- | ---------- | ----------- |
|  | Edo Peters             |            |             |
|  | Michael Pilarczyk      |            |             |
|  | Chiel van Praag        | 1992–199?  |             |
|  | Balthazar van Puffelen |            |             |

## R
|  | Naam             | Periode(s)           | Opmerkingen |
|  | ---------------- | -------------------- | ----------- |
|  | Jurgen Rijkers   |                      |             |
|  | Peter Rijsenbrij | 1988–2000, 2004–2007 |             |
|  | Elliot Robinson  |                      |             |

## S
|  | Naam                  | Periode(s) | Opmerkingen |
|  | --------------------- | ---------- | ----------- |
|  | Antoine van Schie     |            |             |
|  | Maarten van der Schot |            |             |
|  | Albert-Jan Sluis      | 2013–2020  |             |
|  | Peter Snijders        |            |             |
|  | Roland Snoeijer       |            |             |
|  | Jeroen Soer           | 1987–1990  |             |
|  | Rob van Someren       | 2015–2024  |             |
|  | Gijs Staverman        | 2024–      |             |
|  | Ron Sterrenburg       |            |             |
|  | Alexander Stevens     |            |             |
|  | Silvan Stoet          | 2017–      |             |

## V
|  | Naam            | Periode(s)                      | Opmerkingen |
|  | --------------- | ------------------------------- | ----------- |
|  | Roderick Veelo  |                                 |             |
|  | Sven van Veen   | 2015–2024                       |             |
|  | Dennis Verheugd |                                 |             |
|  | René Verkerk    | 1995–                           |             |
|  | Albert Verlinde |                                 |             |
|  | Pieter Vorage   |                                 |             |
|  | Max Vrielink    |                                 |             |
|  | Jasper de Vries | 2017–2020                       |             |
|  | Menno Vroom     | 1997–2003, 2006–2010, 2011–2015 |             |

## W
|  | Naam                   | Periode(s) | Opmerkingen |
|  | ---------------------- | ---------- | ----------- |
|  | Erik Werner            | 2010–2020  |             |
|  | Irma White             |            |             |
|  | Olaf van der Wijngaard |            |             |
|  | Paul Witte             |            |             |

## Z
|  | Naam          | Periode(s) | Opmerkingen |
|  | ------------- | ---------- | ----------- |
|  | Erik de Zwart | 2025–      | [ 1 ] [ 2 ] |